# Ross Martin
Ross Martin, de son vrai nom Martin Rosenblatt, est un acteur américain né le 22 mars 1920 à Gródek (Pologne) et mort le 3 juillet 1981 à Ramona (Californie) à l'âge de 61 ans.
Il est notamment connu pour son rôle d'Artemus Gordon aux côtés de Robert Conrad (James T. West) dans la série télévisée Les Mystères de l'Ouest.

## Biographie

### Jeunesse
Martin Rosenblatt naît dans une famille juive de Gródek en Pologne qui émigra durant son enfance aux États-Unis. Il passe son adolescence dans le Lower East Side de New York. 
Doué en langues, outre le russe, le polonais et le yiddish pratiqués à la maison, il apprend l'anglais, le français, l'espagnol et l'italien,.
Diplômé d'études supérieures avec mention, notamment en droit, par le City College de New York puis à la National University School of Law devenue aujourd'hui l'université George-Washington de Washington, il travaille ensuite en tant que clerc d'avocat, enseignant, testeur, agent de relations publiques, différents domaines qui enrichiront son expérience et dont il dira plus tard qu'elle lui a servi pour composer son rôle multi-facettes d'Artemus Gordon dans les Mystères de l'Ouest.
Il commence une carrière d'acteur d'abord au théâtre à Broadway (Hazel Flagg en 1953) puis au cinéma où, sous le nom de scène de Ross Martin, il débute avec La Conquête de l'espace et The Colossus of New York (1958).

### Carrière

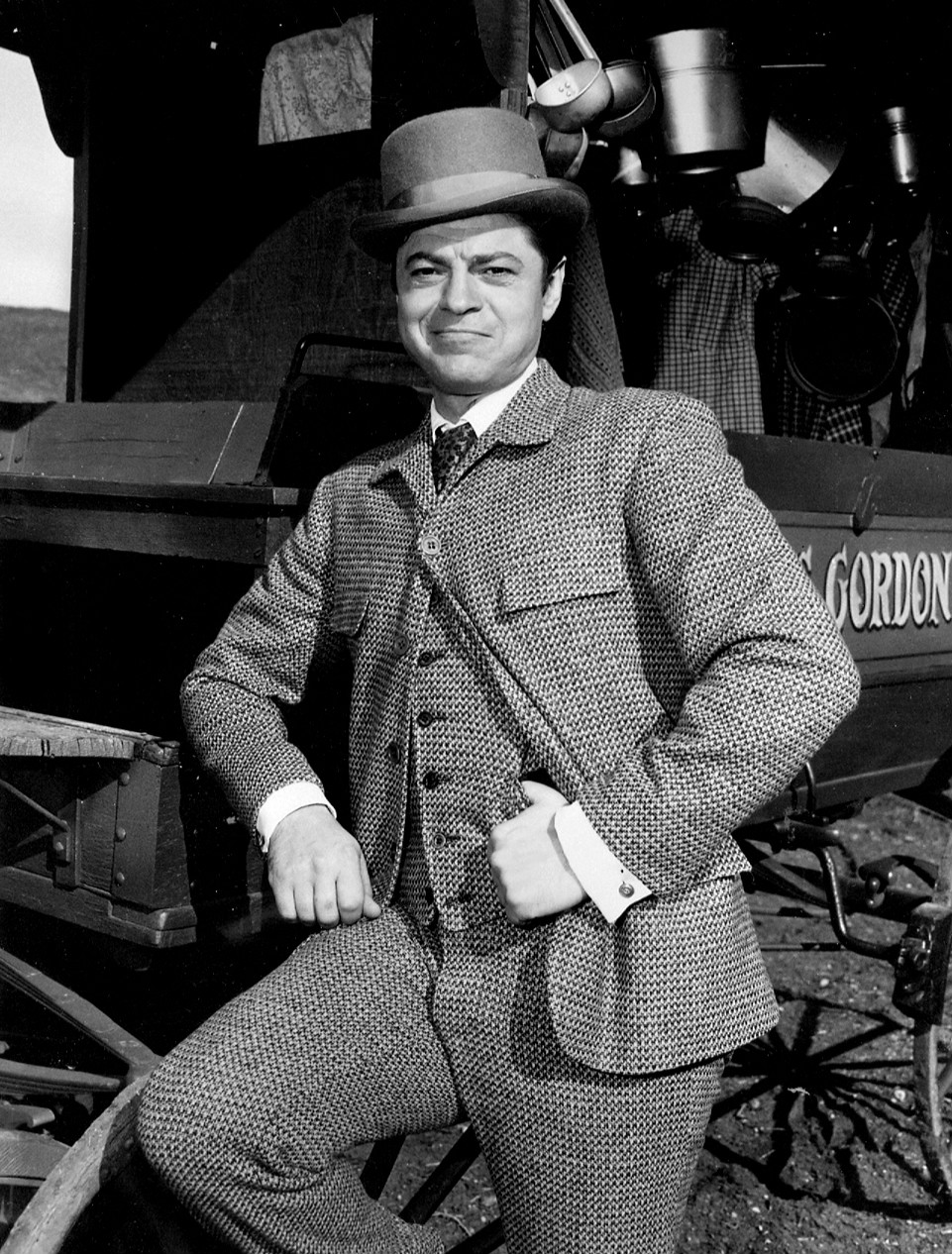
Ross Martin en 1965 dans la série Les Mystères de l'Ouest.

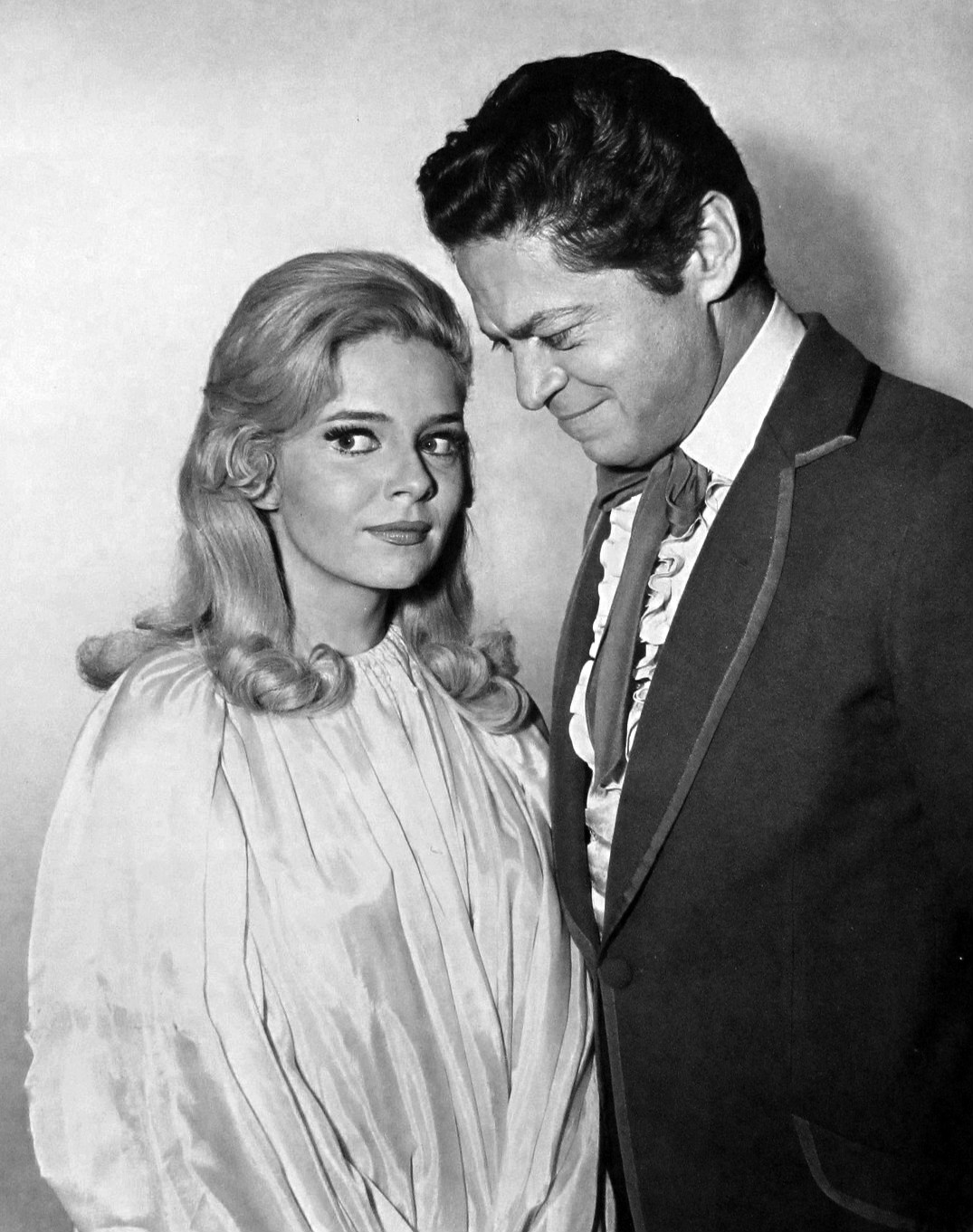
Avec Ann Elder en 1966 dans Les Mystères de l'Ouest.

Remarqué par Blake Edwards, celui-ci lui offre le rôle principal dans sa série Bonne chance M. Lucky puis celui mémorable du baron Rolfe Von Stuppe dans le film La Grande Course autour du monde.
À la suite de son rôle du baron, Ross Martin est recruté pour tenir le rôle de l'agent Artemus Gordon, spécialiste en grimage de toutes sortes, dans la série Les Mystères de l'Ouest, partenaire complémentaire de l'agent James T. West incarné par l'acteur Robert Conrad. Après s'être fracturé une jambe lors d'une scène d'action durant le tournage de l'épisode « La Nuit des cyclopes » (quatrième saison, épisode 88), Martin est victime d'une attaque cardiaque l'obligeant à suspendre sa participation à la série (de l'épisode 93 à l'épisode 101). Il est alors remplacé par d'autres acteurs comme Charles Aidman, William Schallert et Alan Hale, Jr.. Il ne fait son retour que pour les trois derniers épisodes de la saison, qui seront également les trois derniers de la série, CBS l'interrompant à l'issue de cette quatrième saison au cours d'une controverse nationale sur la violence à la télévision.
Amateur de littérature et d'histoire, homme posé, sa bonne humeur égaya les plateaux des Mystères de l'Ouest où il aimait dessiner, se préparer et parfaire ses déguisements voire tester leur impact sur le personnel[réf. souhaitée]. Son partenaire Robert Conrad dit de lui : « C'était un homme cultivé, polyglotte, très sociable, et un avocat. Je ne viens pas de ce milieu. Je lui ai enseigné les manières des rues, et lui m'a appris beaucoup d'autres choses [culturelles] ».
Sa femme Olavee Grindrod-Martin a confié qu'il voyait la série perdurer dans le temps compte tenu de la richesse des scénarios et de leur côté intemporel. Ses enfants ont révélé que malgré un avenir prometteur, à la suite de son attaque cardiaque, il a été cantonné presque exclusivement dans des rôles de « vedettes invitées » (guest-stars).
Au cours des années 1960 et années 1970, il joue donc les guest stars dans plusieurs séries télévisées comme La Quatrième Dimension, Wonder Woman, Sanford and Son, Columbo, Hawaï police d'État, Drôles de dames, L'Ile fantastique, La Croisière s'amuse, mais également dans des salles communautaires (salles de spectacle et de théâtre publics en Amérique du Nord).
En 1973, il joue dans le téléfilm pilote The Return of Charlie Chan où il interprète un détective asiatique. Mais, le fait qu'un acteur blanc occidental joue un personnage oriental déplaît à diverses associations asiatiques, et la série envisagée n'est finalement pas produite. La même année, il joue le rôle d’un serveur irascible dans le téléfilm Dying Room Only sur un scénario de Richard Matheson.
En 1979 et 1980, il reprend le rôle d'Artemus Gordon pour deux téléfilms faisant suite à la série Les Mystères de l'Ouest ; pour l'occasion il apparait à la télévision aux côtés de son partenaire Robert Conrad, qui révèle que c'est la première fois qu'ils sont réunis sur un plateau de télévision.

### Mort
Ross Martin meurt le 3 juillet 1981 dans son ranch à Ramona dans le comté de San Diego en Californie à l'âge de 61 ans, victime d'une crise cardiaque en jouant au tennis. Bien qu'un médecin qui jouait sur place l'ait ranimé en pratiquant une réanimation cardio-respiratoire, son décès est constaté à son arrivée à l'hôpital Pomerado, dans la ville voisine de Poway.

### Vie privée
En 1941, Ross Martin se marie à Muriel Weiss avec qui il a une fille, Phyllis Rosenblatt. En 1965, il devient veuf. En 1967, il se marie à Olavee Grindrod qui a déjà deux enfants, Rebecca et George, que Ross Martin adopte légalement. 

## Filmographie

### Acteur

#### Cinéma
- 1955 : La Conquête de l'espace (Conquest of Space), de Byron Haskin : Andre Fodor
- 1958 : Underwater Warrior (en) d'Andrew Marton : Sgt. Joe O'Brien
- 1958 : The Colossus of New York : Dr. Jeremy Spensser
- 1962 : Allô, brigade spéciale de Blake Edwards : Garland Humphrey Lynch, rôle pour lequel il obtient une nomination au Golden Globe du meilleur acteur dans un second rôle en 1963
- 1962 : Geronimo d'Arnold Laven : Mangus
- 1963 : The Ceremony : Le Caq
- 1965 : La Grande course autour du monde (The Great Race) : baron Rolfe Von Stuppe
- 1965 : The Man from Button Willow (en) de David Detiege : Andy / sénateur américain Freeman (voix)

#### Télévision
- 1948 et 1957 : Studio One (série télévisée) : lieutenant Maxwell
- 1949 - 1951 : Lights Out (série télévisée)
- 1950 - 1954 : Treasury Men in Action (série télévisée) : Agent
- 1953 : Johnny Jupiter (série télévisée) : professeur Dexter Spiegelmacher
- 1954 : Concerning Miss Marlowe (série télévisée) : Bojalian
- 1954 et 1956 : The Big Story (série télévisée) : William Fernandez
- 1958 : Gunsmoke (série télévisée) : Keppert / Dan Clell
- 1959 : Peter Gunn (série télévisée) : Sal Matzi
- 1959 : Steve Canyon (série télévisée) : Aly Brahma
- 1959 : Remous (Sea Hunt) (série télévisée) : Capitaine / Finch
- 1959 - 1960 : Bonne chance M. Lucky ("Mr. Lucky") (série télévisée) : Andamo
- 1960 : Laramie (série télévisée) : Angel
- 1960 et 1963 : La Quatrième Dimension (The Twilight Zone) (série télévisée) : Johnny Foster (Saison 1 Ep 13 : Quatre d'entre nous sont mourants) ; Lt. Ted Mason (Saison 4, Ep 6 : Le vaisseau de la mort)
- 1961 : Zorro (série télévisée) : Marcos Estrada - épisode hors saison : Une vieille connaissance (Auld Acquaintance).
- 1961 et 1963 : Le Jeune Docteur Kildare (série télévisée) : Oscar Clayton
- 1961 et 1979 : Le Monde merveilleux de Disney (Disney Parade) (série télévisée) : Mayor Stokes / Marcos / Cesario Lucero
- 1963 : Bonanza (série télévisée) : Nick Biancci
- 1963 : La Grande Caravane (Wagon Train) (série télévisée) : Sam Pulaski
- 1965 - 1969 : Les Mystères de l'Ouest (The Wild Wild West) (série télévisée) : Artemus Gordon
- 1970 : L'Immortel (The Immortal) (série télévisée) : Eddie Yeoman
- 1971 : The Sheriff (téléfilm) : Larry Walters
- 1971 : Columbo : Plein Cadre (Suitable for Framing) (série télévisée) : Dale Kingston
- 1971 - 1972 : Night Gallery (série télévisée) : Bradley Meredith / Mr. Gingold
- 1972 : Sealab 2020 (série télévisée) : Dr. Paul Williams (Voix)
- 1972 : The Last of the Curlews (téléfilm) : Stan (Voix)
- 1972 : The Crooked Hearts (téléfilm) : sergent Daniel Shine
- 1973 : The Return of Charlie Chan (téléfilm) : Charlie Chan
- 1973 : Un shérif à New York (McCloud) (série télévisée) : Jerry Davis / Frank Morris / Charles Hollenbeck
- 1973 : L'Homme de fer (Ironside) (série télévisée) : Arthur Damien
- 1973 : Butch Cassidy and the Sundance Kids (série télévisée) (Voix)
- 1973 : La Disparition (Dying Room Only) (téléfilm) : Jim Cutler
- 1974 : Panique dans le téléphérique (Skyway to Death) (téléfilm) : Martin Leonard
- 1974 : Barnaby Jones (série télévisée) : Maxwell Imry
- 1975 : A plume et à sang (Ellery Queen) (série télévisée) : Dr. Otis Tremaine
- 1975 : L'Homme invisible (The Invisible Man) (série télévisée) : Amb Diego Devega
- 1976 : Le Nouvel Homme invisible (Gemini Man) (série télévisée) : Carl Victor
- 1977 : Yesterday's Child (téléfilm) : John Talbot
- 1977 : The Skatebirds (série télévisée) : Agent Triple-Zero (voix)
- 1977 : Baretta (série télévisée) : Carmine Falco
- 1977 : Drôles de dames (Charlie's Angels) (série télévisée) : Dr. Perine
- 1978 : The Godzilla Power Hour (série télévisée) (voix)
- 1978 : The Three Robonic Stooges (série télévisée) : agent 000 (voix)
- 1978 : Wild and Wooly (téléfilm) : Otis Bergen
- 1978 : The All-New Popeye Hour (série télévisée) (voix)
- 1978 : Wonder Woman (série télévisée) : Bernard Havitol
- 1978 : Jane de la jungle (Jana of the Jungle) (série télévisée) (voix)
- 1978 : Greatest Heroes of the Bible (feuilleton TV) : Zingar
- 1978 : Vegas (série télévisée) : Werner Worthmeyer
- 1978 : Embarquement immédiat (Flying High) (série télévisée) : Roberts
- 1978 : Quark (série télévisée) : Zorgon the Malevolent
- 1978 - 1979 : Hawaï police d'État (Hawaii Five-O) (série télévisée) : Tony Alika
- 1979 : Gulliver's Travels (téléfilm) : Lemuel Gulliver (voix)
- 1979 : Donovan's Kid (téléfilm) : Mayor Stokes
- 1979 : Le Retour des Mystères de l'Ouest (téléfilm) : Artemus Gordon
- 1979 : Return of the Mod Squad (téléfilm) : Buck Prescott
- 1979 : The Seekers (téléfilm) : Supply Pleasant
- 1979 - 1980 : L'Île fantastique (Fantasy Island) (série télévisée) : Ace Scanlon / Armand Fernandel
- 1980 : La croisière s'amuse (The Love Boat) (série télévisée) : Tom Thorton
- 1980 : Encore plus de Mystères de l'Ouest (téléfilm) : Artemus Gordon
- 1981 : Mork and Mindy (série télévisée) : Godfrey
- 1983 : I Married Wyatt Earp (téléfilm) : Jacob Spiegler (posthume / téléfilm réalisé en 1981)

### Réalisateur
- 1968 : Here's Lucy (série télévisée)

## Voix françaises
- Roger Rudel (*1921 - 2008) dans :
  - Bonne chance M. Lucky (série télévisée - 2e voix)
  - La Grande Course autour du monde
  - Les Mystères de l'Ouest (série télévisée)
  - Columbo - Plein cadre (téléfilm)
  - La Disparition (téléfilm)
  - Le Retour des Mystères de l'Ouest (téléfilm)
  - Encore plus de Mystères de l'Ouest (téléfilm)
- Jacques Deschamps (*1931 - 2001) dans :
  - Bonne chance M. Lucky (série télévisée - 1re voix)
  - Geronimo
  - Les Mystères de l'Ouest (série télévisée - voix de remplacement)
- Albert Augier (*1924 - 2007) dans :
  - L'Homme invisible (série télévisée)
  - Le Nouvel Homme invisible (série télévisée)

et aussi :
- René Arrieu (*1924 - 1982) dans Allô, brigade spéciale
- Claude Joseph (*1926 - 1995) dans Les Mystères de l'Ouest (série télévisée - voix de remplacement)
- Michel Bedetti dans La Croisière s'amuse (série télévisée)